# Карала Салуярв
Ка́рала Са́луярв, або Салуярв, (ест. Karala Salujärv, Salujärv, Savijärv) — природне озеро в Естонії, у волості Ляене-Сааре повіту Сааремаа.

## Розташування
Салуярв належить до Західно-острівного суббасейну Західноестонського басейну.
Озеро лежить поблизу південної околиці села Карала.
Акваторія озера входить до складу заказника Карала-Пілґузе (Karala-Pilguse hoiuala).

## Опис
Загальна площа водойми становить 3,3 га. Найбільша глибина — 1 м. Довжина — 250 м, ширина — 180 м. Довжина берегової лінії — 1 532 м.